# Gió tương quan
Trong hàng không học, gió tương quan là hướng chuyển động của bầu khí quyển tương quan với máy bay hoặc cánh bay (airfoil). Gió này thổi ngược lại với hướng chuyển động của máy bay hoặc cánh bay, so với khí quyển. Khi gần đến bất kỳ điểm nào trên bề mặt của máy bay hoặc cánh bay, không khí chuyển động song song với bề mặt; nhưng ở một khoảng cách rất xa so với máy bay hoặc cánh bay, chuyển động của không khí có thể được biểu diễn bằng một vectơ (không cứ còn song song nữa). Vectơ này là gió tương quan hoặc còn gọi là vectơ vận tốc dòng tự do.
Gió tương quan có tầm quan trọng lớn cho phi công, vì vượt quá góc tấn tới hạn sẽ dẫn đến thất tốc, bất kể tốc độ bay nào. Góc tấn được xác định bởi góc giữa dây cung của một cánh bay và gió tương quan.

## Rơi tự do
Gió tương quan cũng được dùng để mô tả luồng không khí tương quan với một vật thể rơi tự do qua bầu khí quyển, chẳng hạn như luồng gió thổi qua cơ thể một người trong lúc rơi tự do trong cuộc nhảy dù hoặc nhảy BASE. Bình thường trong một cuộc nhảy dù, người nhảy hạ thẳng xuống tạo ra một luồng gió tương quan thổi ngược lên. Bởi vậy, cường độ gió tương quan tăng khi tốc độ hạ xuống tăng.
Có thể nói là gió tương quan trực tiếp thổi ngược lại hướng du hành.
Khi một người nhảy ra khỏi một máy bay đang chuyển động về phía trước, gió tương quan phát ra từ hướng mà máy bay đang đối mặt--ấy là do động lượng tiến tới ban đầu của người nhảy dù (theo chiều ngang). Khi lực cản khí động dần dần vượt qua được cái động lượng tiến tới này, và trọng lực đồng thời cũng thu hút được người nhảy dù đi xuống, gió tương quan theo tỉ lệ thuận mà đổi thành hướng đi lên (theo chiều dọc). Điều này tạo ra một đường cung du hành cho người nhảy dù, tương tự như nước chảy từ ống áp suất thấp, giữ theo được chiều ngang và tạo ra một biến thiên, thay đổi trong góc gió tương quan từ ngang sang dọc.
Khi nhảy ra khỏi máy bay đang chuyển động về phía trước--để phân biệt với máy bay đang lơ lửng, chẳng hạn như khinh khí cầu hoặc trực thăng đang bay lơ lửng--trong cuộc nhảy dù thông thường (bụng hướng đất), người nhảy phải ưỡn người về hướng du hành (ban đầu là chiều ngang). Nếu người nhảy tiếp tục ưỡn người, bụng của anh ta sẽ dần dần thay đổi hướng cho đến khi bụng anh ta hướng xuống đất. Đoạn nhảy này thường được gọi là "ngọn đồi".
Gió tương quan khác với gió trong khí tượng học ở chỗ đối tượng vật thể (thí dụ: người nhảy dù) di chuyển qua không khí, thay vì ngược lại, không khí di chuyển qua vật thể.